# Londýnská zoologická zahrada

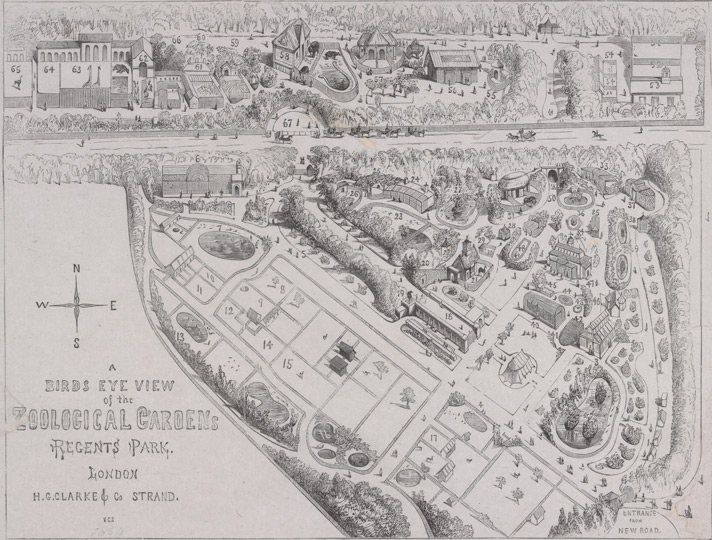
Mapka londýnského zoo z roku 1854

Londýnská zoologická zahrada je umístěna na severním okraji Regent's Parku (protéká jí Regent's Canal). Je spravována Londýnskou zoologickou společností. Tato společnost také vlastní rozsáhlejší pozemky ve Whipsnade Wild Animal Park v Bedfordshire a byly tam přemístěny větší druhy zvířat, například sloni a nosorožci.

## Historie
Londýnská zoologická zahrada byla prvním vědeckým zoo na světě. Byla otevřena roku 1828 a původně byla zamýšlená pro vědecké bádání ale v roce 1847 byla zpřístupněna veřejnosti. V současnosti se zde nachází více než 650 různých druhů zvířat.
Londýnské zoo byla také první zahradou která otevřela pavilón plazů (v roce 1849), první veřejné akvárium (v roce 1853), první pavilón hmyzu (v roce 1881) a prvním dětským zoo (v roce 1938).
V současné době probíhá v zahradě rozsáhlá rekonstrukce jejímž cílem je náhrada klecí ohrazením, které zachovává zvířatům přirozené prostředí blížící se jejich původnímu výskytu, nabízí jim lepší životní podmínky a návštěvníkům poskytuje více realističtější zážitek.

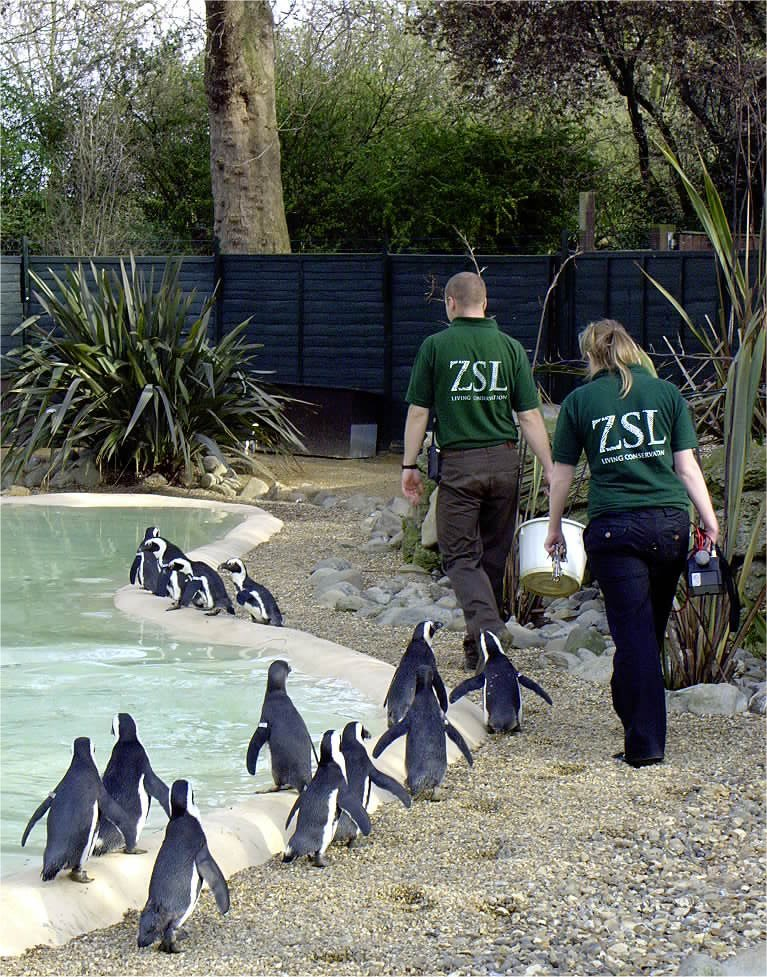
Krmení tučňáků

Cena jednotlivé vstupenky pro dospělého (2009) – 18,50 £.

## Doprava

### Metro
- Camden Town
- Regent's Park
- Baker Street

### Autobus
- Ormonde Terrace

## Architektura
Od počátku se zoo pyšnilo tím, že pro návrh budov a pavilónů angažovalo přední architekty své doby.
Mezi jinými to byli:
- Clock Tower (1828, původně pavilón pro lamy) a Giraffe House (1836-1837) – architekta Decima Burtona
- Mappin Terraces (1913-1914) – architektů Petera Chalmerse Mitchella a Johna Jamese Joasse
- Penguin Pool (1934).
- Round House (1932-1933 pavilón pro gorily
- North Gate Kiosk (1936) – vše dílo společnosti Tecton Bertholda Lubetkina
- Snowdon aviary (1962-1964) – autoři lord Snowdon, Cedric Price a Frank Newby
- Elephant a Rhino House (1962-1965) – autoři sir Hugh Casson a Nevill Conder